# Фламандские натюрморты
«Фламандские натюрморты» (нидерл. De helaasheid der dingen) — фильм бельгийского режиссёра Феликса Ван Грунингена, снятый в 2009 году. Фильм снят по одноименному роману бельгийского писателя и поэта Дмитрия Верхюльста.

## Сюжет
Писатель Гюнтер Строббе (Валентейн Даненс) узнает, что его подруга беременна. Это заставляет его задуматься о своей жизни и своем прошлом.
13-летний Гюнтер живёт с отцом Пьером, бабушкой и тремя дядями — Портелем, Германом и Цвореном в небольшом доме в вымышленном городке Рейтвейрдегем. Вся их жизнь вращается вокруг выпивки, сигарет, женщин и прогулов. В фильме также обсуждаются такие темы, как физическая зависимость, преступность и смерть.

## В ролях
- Кун Де Граве
- Воутер Хендрикс
- Йохан Хелденберг
- Берт Халфут
- Кеннет Ванбаден (13-летний Гюнтер)
- Валентейн Даненс (взрослый Гюнтер)
- Гилда Де Баль

## Премии
Фильм получил приз «Prix Art et Essai» на «Двухнедельнике режиссёров» 62-го Каннского кинофестиваля. В октябре того же года картина получила три награды на Hamptons International Film Festival в Нью-Йорке. Были получены призы в номинациях «Лучший фильм» (Golden Starfish Award), «Лучшая кинематография» и «Лучший сценарий». Hamptons International Film Festival уделяет внимание некоммерческому кино. На Festival du Film Grolandais фильм выиграл награду l’Amphore d’Or за лучший фильм.
На Европейском кинофестивале Cinésonne в Париже, также в октябре 2009 года, фильм снова получил три приза в номинациях «Лучший фильм», «Лучший актёр», а также приз зрительских симпатий. На кинофестивале Остенде в 2010 году фильм выиграл призы за лучший фильм и за лучший сценарий, а также приз зрительских симпатий.